# Max von Laue
Max von Laue (Pfaffendorf, Alemania, 9 de octubre de 1879-Berlín, 24 de abril de 1960) fue un físico alemán galardonado con el Premio Nobel de Física en 1914 por sus trabajos en cristalografía de rayos X.

## Biografía
Estudió en las universidades de Estrasburgo, Gotinga y Múnich, siendo discípulo de Max Planck. Posteriormente, a partir de 1912 fue profesor de física en la Universidad de Zúrich y entre 1919 y 1943 director de física teórica en la Universidad de Berlín. Tras su jubilación en 1943 recibió el nombramiento de profesor honorario en la Universidad de Gotinga. A partir de 1951 von Laue fue director de Instituto Fritz Haber de la Sociedad Max Planck en Berlín.
Max von Laue murió el 24 de abril de 1960 en Berlín como consecuencia de las heridas producidas por un accidente de coche el día 8 de abril.

## Investigaciones científicas
Desarrolló un método para medir la longitud de onda de los rayos X, utilizando, por primera vez, cristales salinos delgados como retícula de difracción, llegando a demostrar que estos rayos eran de naturaleza análoga a los de la luz, pero no visibles, dado que su longitud de onda es extremadamente corta.
Así mismo, trabajó sobre los diagramas (imágenes simétricas) producidas en las placas fotográficas por los rayos X que han sufrido la reflexión o la refracción en un material cristalino. También investigó en el campo de la teoría de la relatividad.
En 1914 fue galardonado con el premio Nobel de Física por sus descubrimientos de la difracción de los rayos X a través de cristales. Gracias a esto, hizo posible un mejor estudio de la estructura de los cristales (método llamado cristalografía de rayos X)
Cuando Alemania invadió Dinamarca durante la Segunda Guerra Mundial el químico húngaro George de Hevesy disolvió las medallas de los premios Nobel Max von Laue y James Franck en agua regia, para así evitar que los nazis las robaran, colocando esta solución en una estantería de su laboratorio del Instituto Niels Bohr. Tras la guerra volvió al laboratorio y precipitó el oro para sacarlo de la mezcla. El oro fue retornado a la Real Academia de las Ciencias de Suecia y la Fundación Nobel dio nuevas medallas a von Laue y a Franck.
Como escritor, su obra más sobresaliente es Das Relativitätsprinzip (El principio de la relatividad, 1911).

## Reconocimientos
- En su honor se bautizó el cráter Laue de la Luna.
- El 12 de octubre de 1990 se denominó al asteroide (10762) von Laue en su honor siendo descubierto por Freimut Börngen y Lutz Dieter Schmadel.
- En su honor se le puso su nombre al mineral laueíta, descubierto en 1954.